# José Ángel Gómez Marchante
José Ángel Gómez Marchante (San Sebastián de los Reyes, Madrid, 30 de maig de 1971) és un ciclista espanyol que fou professional entre 2004 i 2010.
El principal èxit de la seva carrera va ser la Volta al País Basc de 2006.

## Palmarès
- 2003
  - Vencedor de d'una etapa del Circuito Montañés
  - 1r a la Volta a Extremadura
  - 1r a l'Aiztondo Klasica
  - 1r a la Volta a Biscaia
- 2004
  - Vencedor de d'una etapa del Gran Premi Internacional CTT Correios de Portugal
- 2006
  - 1r a la Volta al País Basc i vencedor d'una etapa
- 2007
  - 1r a la Pujada a Urkiola

### Resultats a la Volta a Espanya
- 2004. 8è de la classificació general
- 2006. 5è de la classificació general
- 2007. 40è de la classificació general
- 2010. 80è de la classificació general

### Resultats al Tour de França
- 2005. Abandona (9a etapa)
- 2006. Abandona (17a etapa)
- 2009. Abandona (17a etapa)